# Sannai Maruyama
Sannai Maruyama (三内丸山遺跡, Sannai Maruyama iseki, litt. « vestiges de Sannai Maruyama ») est un des sites archéologiques majeurs de la période Jōmon. Il est situé dans la municipalité d'Aomori, dans le nord de l'île de Honshū, au Japon. Les premières fouilles commencèrent en 1953. La période la plus active sur ce site semble s'étendre d'environ 3900 à 2200 av. J.-C., durant le Jōmon Moyen, un peu avant et un peu après. Le site se trouve sur une petite colline en bord de mer. Les graines et pollens trouvés suggèrent que l'environnement général était boisé, notamment en châtaigniers, et qu'une rivière coulait au pied du site. Le climat était tempéré, mais légèrement plus chaud qu'aujourd'hui.

## Situation
Sannai Maruyama est situé dans le nord-ouest d'Aomori, chef-lieu de la préfecture d'Aomori dans le nord de la région du Tōhoku, sur l'ile de Honshū, au Japon. À une altitude variant de 15 à 30 m, le site couvre une superficie d'environ 35 ha, dans le quartier Sannai,. Sa partie septentrionale s'étend le long de la rive droite du fleuve Okidate, dont l'embouchure s'ouvre sur la baie d'Aomori.

## Historique
Les plus anciens documents évoquant la découverte de vestiges anciens dans les collines de l'extrême nord de la province de Mutsu remontent au début de l'époque d'Edo (1603-1868). Au XVIIIe siècle, un écrivain voyageur rapporte de son voyage dans la région des dessins figurant des poteries et des figurines en terre cuite,. Un premier chantier archéologique est ouvert en 1953 à l'initiative de l'université Keiō de Tokyo et du comité d'Éducation de la ville d'Aomori. Suspendue en 1967, l'exploration du site est reprise de 1976 à 1987 par la ville d'Aomori et le comité d'Éducation de la préfecture d'Aomori. En 1992, dans la ville d'Aomori, des ouvriers déterrent des milliers de vestiges archéologiques et les ruines d'un village préhistorique, alors qu'ils travaillent sur le chantier d'un stade de baseball pour le compte de la préfecture. Le projet de construction est immédiatement annulé, et le chantier de 5 ha est converti en un site archéologique,,. Deux ans plus tard, le site est déclaré zone protégée par la préfecture et des travaux sont effectués pour l'aménager en un parc historique. En novembre 2000, l'agence pour les Affaires culturelles classe Sannai Maruyama site historique national spécial,. Au fil des années, le périmètre d'exploration archéologique s'élargit. En 2003, la surface fouillée est estimée à 40 % de l'ensemble du site. La même année, un ensemble de 1 958 objets extraits du sous-sol du site est classé bien culturel important,.

## Habitat

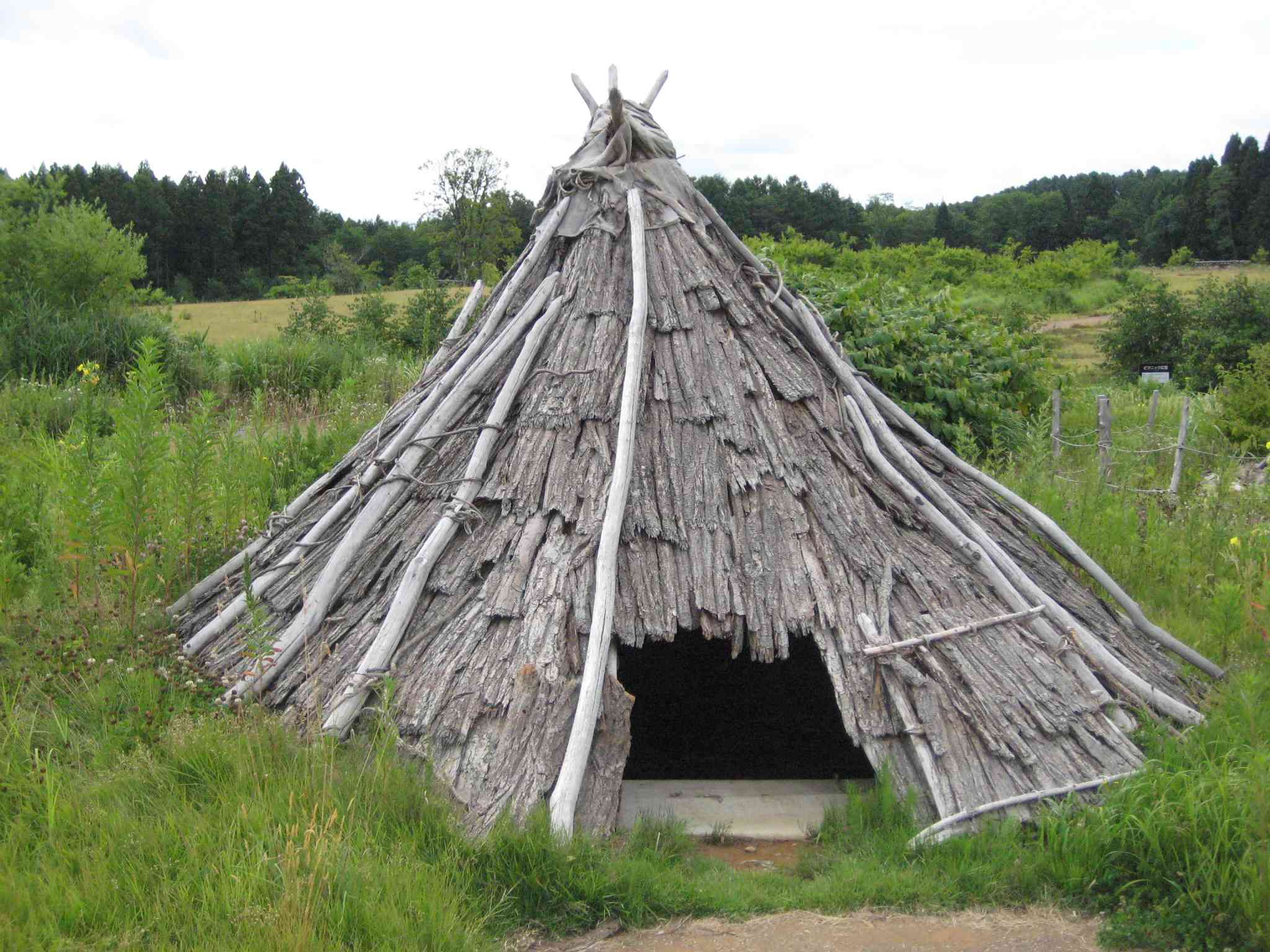
Une habitation en tipi reconstituée

Les vestiges de plus de 800 habitations ont été mis au jour, mettant en évidence l'importance de la population sur le site (surtout pour cette époque). Quatre types de constructions sont distinguables : des habitations semi-enterrées, une grande demeure, des habitations sur pilotis, et une tour de 6 pylônes.
Les habitations semi-enterrées sont circulaires, de petite taille, environ 3 à 4 m de diamètre pour 12 m2. Certaines ont été reconstituées par les archéologues en forme de tipi, avec une couverture végétale.
La grande demeure mesurait 32 m de long sur 10 m de large. Elle pouvait servir de marché ou de maison commune, pour les fêtes ou les grands froids hivernaux (ou tout cela à la fois). Comme la plupart des habitations du site, elle est semi-enterrée.
La tour de 6 pylônes a été reconstituée à quelques mètres des vestiges de son emplacement initial. Les pylônes étaient constitués de troncs de châtaigniers mesurant environ un mètre de diamètre chacun. Ils sont espacés d'exactement 4,2 mètres les uns des autres pour former une structure rectangulaire.
Toutes ces habitations étaient de bois, et le Japon étant un pays particulièrement humide, peu de restes subsistent 5 000 ans plus tard. Si les fouilles permettent de connaître la surface au sol, la forme des constructions en élévation reste hypothétique. Une des grandes inconnues est notamment la présence ou non d'un toit au sommet de la tour. Après de nombreux débats, elle fut reconstruite sans.
De longues pistes partent du site vers le sud, l'est et l'ouest. De 5 à 14 m de large, elles ont été mises à nu sur plus de 400 m pour celles de l'ouest et du sud. Les tombes adultes sont distribuées de part et d'autre de ces pistes.

## Galerie

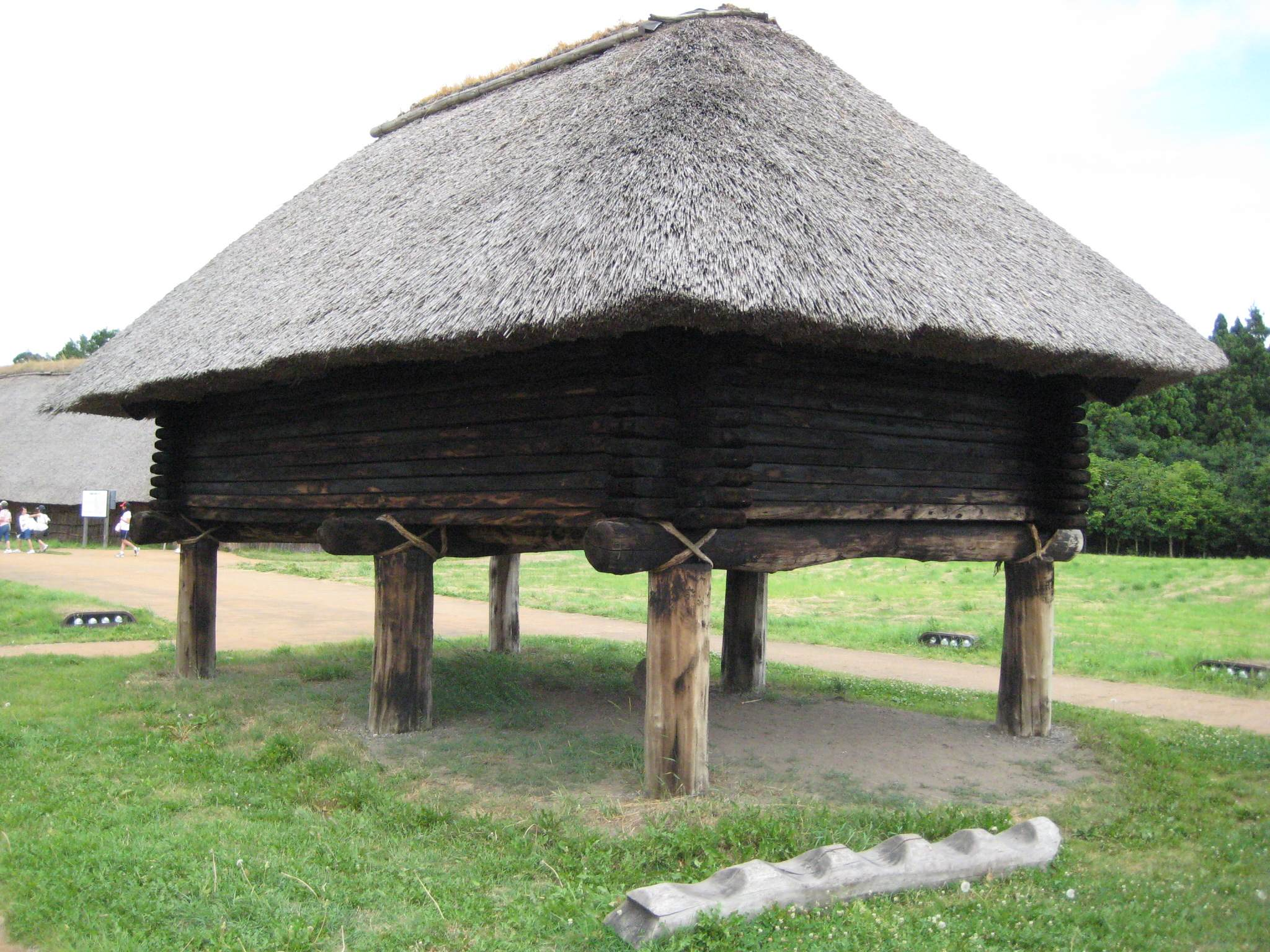
Habitation ou grenier sur pilotis
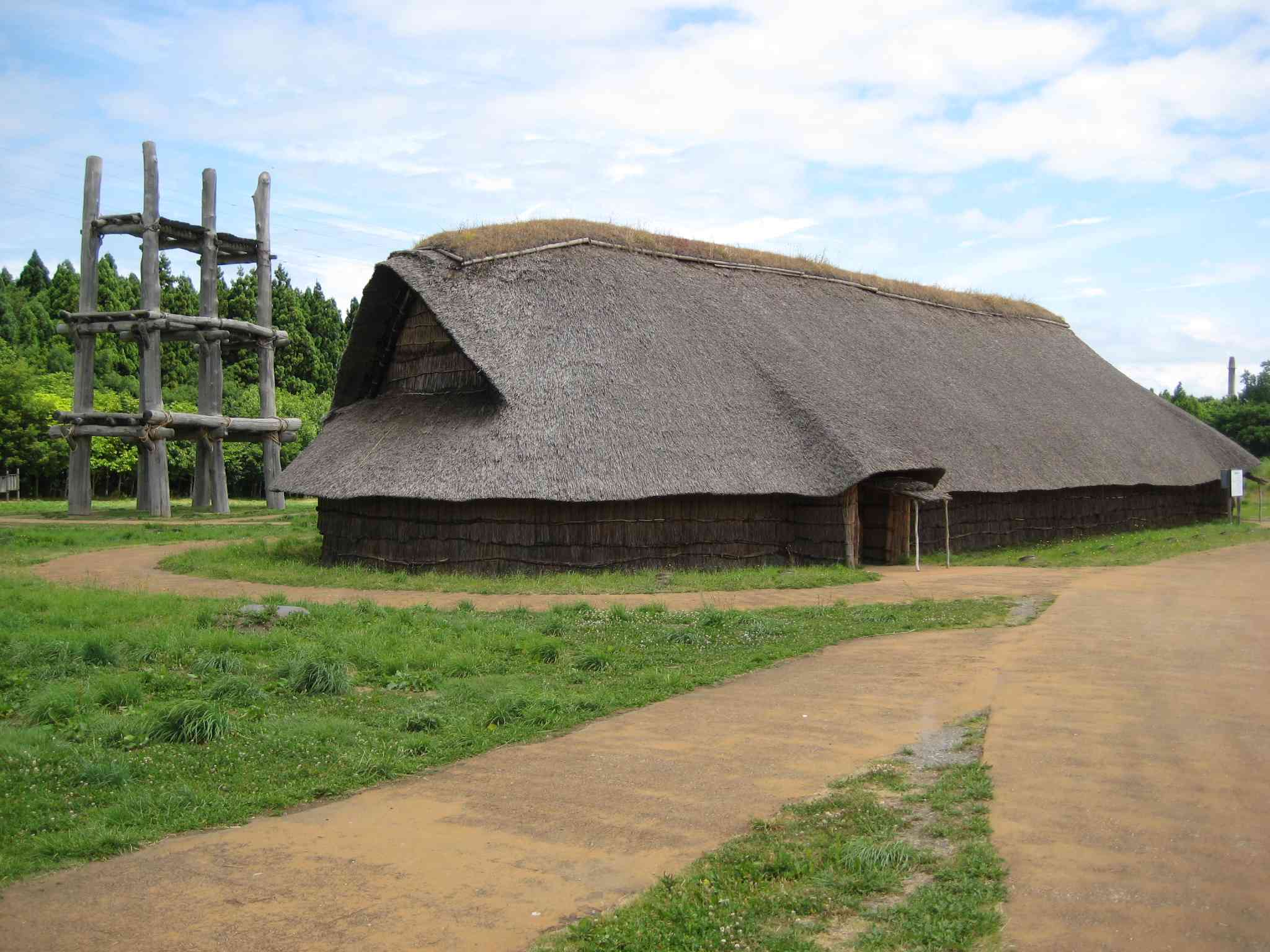
Grande demeure commune
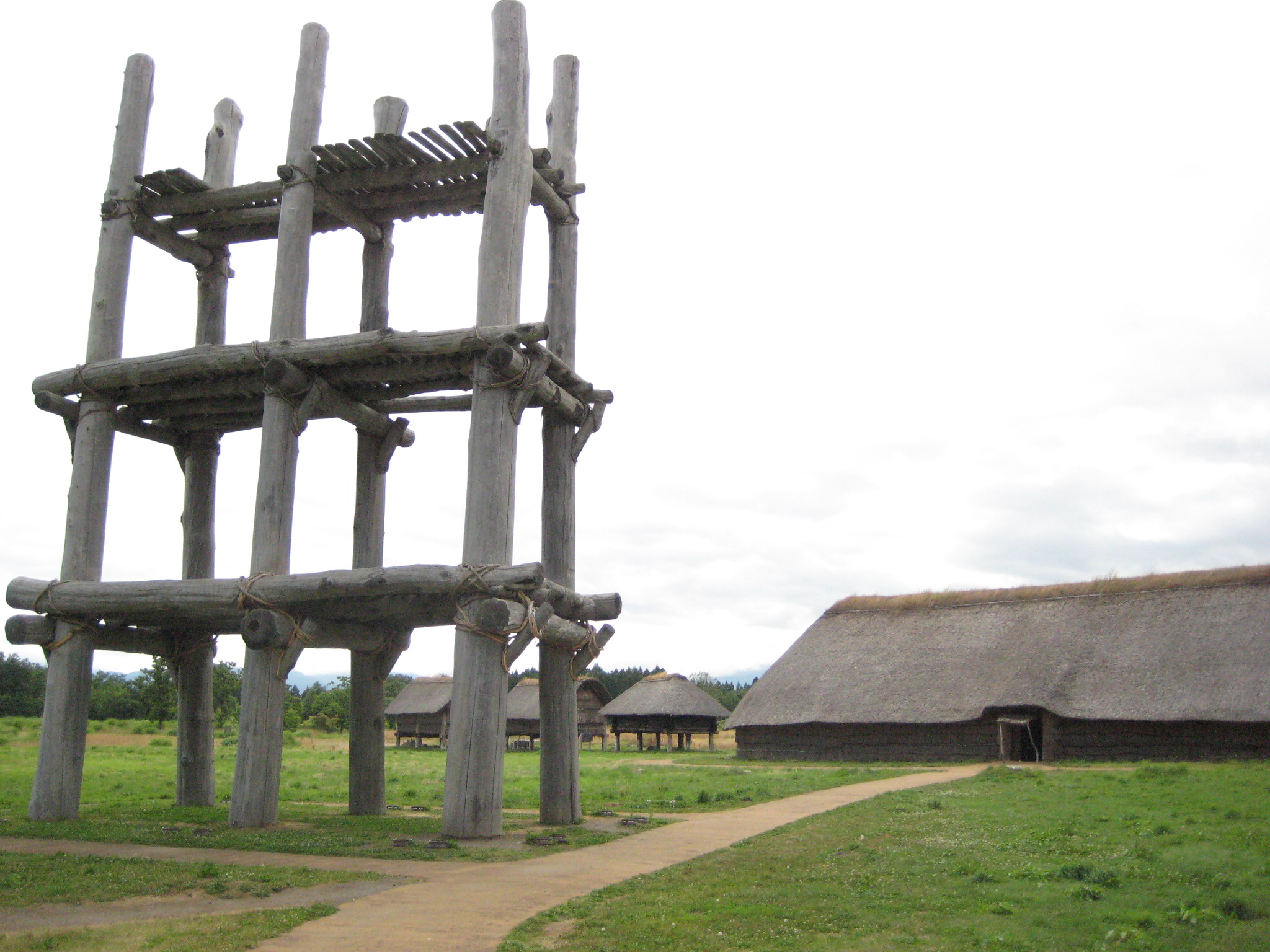
Tour à 6 pylônes

## Mode de subsistance
Les hommes de la période Jōmon étaient des cueilleurs-chasseurs. De nombreux restes témoignent de l'utilisation de fruits, notamment de châtaignes. D'importants restes d'os de lapin et d'écureuils volants montrent qu'ils étaient un produit important de la chasse. Parmi les autres mammifères, des os de daims, de sangliers, de baleines et de lions de mer ont été trouvés, mais en quantité plus restreinte. Canards et oies sont les volatiles les plus fréquemment identifiés. De nombreux os de poissons, dont des requins, aussi bien de rivière que de mer, et présents à différentes saisons, indiquent qu'ils pêchaient dans toutes les eaux alentour.
De très nombreux fruits et graines ont été trouvés, et la possibilité de boisson vinifiée à partir de ces fruits a été avancée par plusieurs chercheurs.

## Poteries

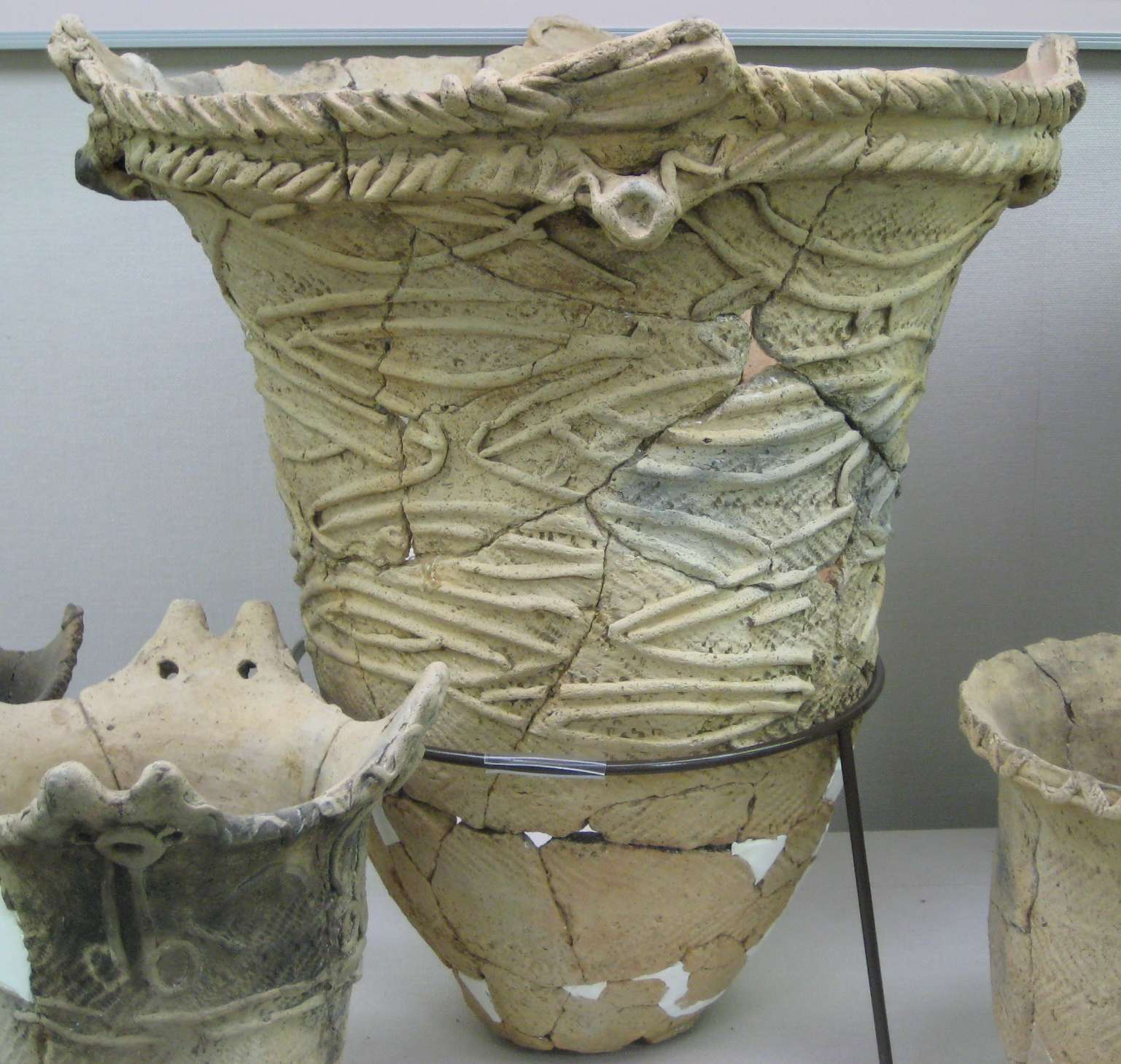
Poteries

La plus grande quantité de poteries découvertes au Japon se trouve sur ce site, correspondant en tout à 40 000 vases. Certaines ont été trouvées dans des amoncellements (interprétés comme des déchèteries), d'autres dans des tombes. Les vases sont relativement allongés, de forme conique. Ce style est nommé ento. Elles sont décorées par des motifs en creux, formés par l'application de cordes sur les poteries avant cuisson. Ces formes particulières, appelées jōmon, ont donné son nom à la période : « jō » signifie « corde » et « mon », « motif ». L'ouverture large est plus ou moins travaillée<.

## Figurinesdogū
Plus de 1 600 figurines en terre cuite ont été trouvées à Sannai Maruyama. Plates et cruciformes, elles ont souvent la bouche ouverte et des yeux ronds. Certaines possèdent des pieds qui leur permettent de tenir debout. Elles ont des protubérances au niveau des seins et du nombril, suggérant qu'elles représentent toutes des femmes.

## Commerce et relations avec d'autres sites
Les objets trouvés sur le site, notamment les pierres précieuses, attestent de relations avec d'autres populations. Des jades provenant de la rivière Itoi, dans la préfecture de Niigata, ont voyagé 500 km pour paraitre à Sannai Maruyama. Les jades trouvées correspondent soit à des objets finis, soit à des pierres brutes. L'obsidienne servant à faire des pointes de flèches provenait de deux endroits opposés : Nagano à 580 km au sud, et Hokkaidō, l'ile située de l'autre côté du détroit de Tsugaru. Une glu naturelle et de l'ambre étaient récoltés dans un rayon de 200 km autour du site.
Ces objets montrent que les habitants de Sannai Maruyama avaient des relations déjà très développées avec d'autres sites. Celles-ci s'effectuaient probablement par la mer, indiquant une maîtrise de la navigation maritime.